# Hyloniscus refugorium
Hyloniscus refugorium is een pissebed uit de familie Trichoniscidae. De wetenschappelijke naam van de soort is voor het eerst geldig gepubliceerd in 1933 door Verhoeff.